# Sphenorhina assimilis
Sphenorhina assimilis är en insektsart som beskrevs av Walker 1858. Sphenorhina assimilis ingår i släktet Sphenorhina och familjen spottstritar. Inga underarter finns listade i Catalogue of Life.